# A 077 défie les tueurs
Pour plus de détails, voir Fiche technique et Distribution.
A 077 défie les tueurs (A 077, sfida ai killers), également connu sous le nom Bob Fleming, mission Casablanca est un film d'espionnage franco-italien sorti en 1966 et réalisé par Antonio Margheriti.

## Fiche technique
Sauf indication contraire, les informations mentionnées dans cette section peuvent être confirmées par la base de données cinématographiques IMDb,  présente dans la section « Liens externes ».
- Titres français : A 077 défie les tueurs ou Bob Fleming, mission Casablanca[1]
- Titre original : A 077 - Sfida ai killers[2] ou A 077, sfida ai killers[3]
- Réalisateur : Antonio Margheriti (sous le nom de « Anthony Dawson »)
- Scénario : Ernesto Gastaldi (sous le nom de « Julian Berry »)
- Photographie : Riccardo Pallottini (it) (sous le nom de « Richard Thierry »)
- Montage : Renato Cinquini (it) (sous le nom de « Jack Quintly »)
- Musique : Carlo Savina
- Décors et costumes : Riccardo Domenici (it) (sous le nom de « Dick Sunday »)
- Trucages : Francesco Freda (sous le nom de « Frank Cold »)
- Production : Mino Loy, Luciano Martino
- Société de production : Zenith Cinematografica, Flora Film, Regina Films
- Pays de production :  Italie -  France
- Langue de tournage : italien
- Format : Couleurs par Eastmancolor - Son mono - 35 mm
- Genre : Espionnage
- Durée : 93 minutes (1 h 33)
- Date de sortie :
  - Italie : 24 février 1966
  - France : 10 février 1967

## Distribution
- Richard Harrison : Bob Fleming / Agent 077
- Susy Andersen : Velka
- Wandisa Guida : Sheena
- Marcel Charvey : Coleman
- Maryse Guy Mitsouko : Moira
- Janine Reynaud : Halima
- Aldo Cecconi (sous le nom de « Jim Clay ») : Tommy Sturgeon
- Gianni Di Benedetto (sous le nom de « John Hawkwood ») : Le patron de Fleming
- Goffredo Unger (sous le nom de « Freddy Unger ») : Frank